# Dasyvalgus striatipennis
Dasyvalgus striatipennis är en skalbaggsart som beskrevs av Moser 1904. Dasyvalgus striatipennis ingår i släktet Dasyvalgus och familjen Cetoniidae. Inga underarter finns listade i Catalogue of Life.